# Flaga Raciborza
Flaga Raciborza – jeden z symboli miejskich Raciborza w postaci flagi ustanowiony 18 grudnia 2013 r.

## Wygląd i symbolika
Flaga Raciborza została zaprojektowana jako czerwony płat o proporcji 5:8 z godłem herbu Raciborza wysokości 8/10 wysokości płata, umieszczonym w części czołowej płata w taki sposób, że oś symetrii godła pokrywa się z linią przecinającą płat w 1/3 odległości od drzewca. 